# Joseph Schlotthauer

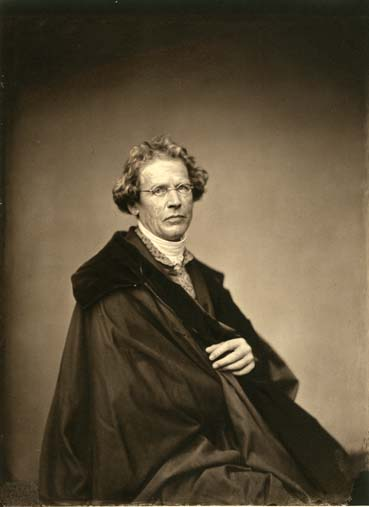
Joseph Schlotthauer

Joseph Schlotthauer (* 14. März 1789 in München, Kurfürstentum Bayern; † 15. Juni 1869 ebenda, Königreich Bayern) war ein bayerischer Historienmaler.

## Leben
Joseph Schlotthauer war der jüngste Sohn eines kurfürstlichen Theaterdieners. Obwohl seine künstlerischen Fähigkeiten bekannt waren, musste er das Schreinerhandwerk erlernen. Zugleich besuchte er die Münchner Feiertagsschule, wo ihm auch Kenntnisse in Physik, Chemie und Mechanik vermittelt wurden. Durch eigene Studien erwarb er sich Vorkenntnisse in der Malerei, so dass er sich im Januar 1809 an der Münchner Königlichen Akademie der Bildenden Künste für das Fach Porträtmalerei immatrikulierten konnte. Im selben Jahr trat er als freiwilliger Jäger in die Bayerische Armee ein und beteiligte sich am Tiroler Volksaufstand. Nach Auflösung seines Korps kehrte er an die Akademie zurück und malte in den nachfolgenden Jahren überwiegend religiöse Bilder. Ab 1819 war er Gehilfe von Peter von Cornelius, der ihn an den Arbeiten für die Münchner Glyptothek beteiligte. Dadurch konnte er die Technik der Freskomalerei erlernen. Nach einem Italienaufenthalt 1830 wurde er 1831 als Professor für Historienmalerei an die Münchner Königliche Akademie berufen. Als Lehrer entwickelte Schlotthauer eine einflussreiche Tätigkeit. Seine Arbeiten stehen unter dem Einfluss der Nazarener. In den 1840er Jahren arbeitete an der prachtvollen Ausmalung der Innenräume und der Mosaikfußböden des Pompejanums in Aschaffenburg mit.
Zusammen mit dem Oberbergrat Johann Nepomuk von Fuchs erfand Joseph Schlotthauer die Stereochromie. 1832 fertigte er eine Nachbildung von „Der Totentanz“ Hans Holbein des Jüngeren in Steindruck, die 53 Blätter umfasste. Daneben beschäftigte er sich zeitweise mit der Konstruktion orthopädischer Hilfsmittel und Maschinen.
1859 wurde er in den Ruhestand versetzt und mit dem Ritterkreuz des St.-Michaels-Ordens ausgezeichnet. 1860 wurde er Mitglied des Münchner Vereins für Christliche Kunst.
Joseph Schlotthauer starb 1869 im Alter von 80 Jahren in München.

## Grabstätte

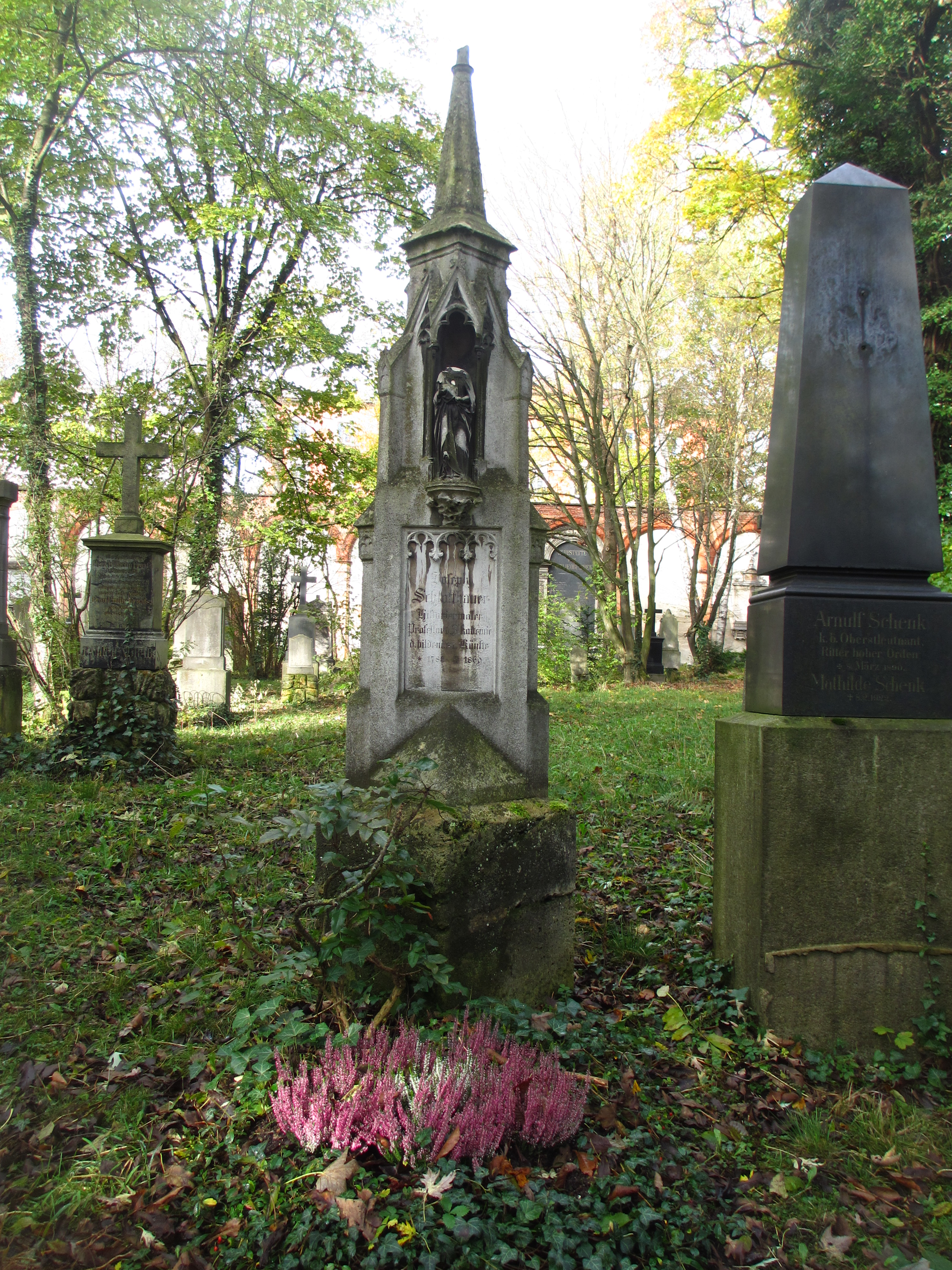
Grab von Joseph Schlotthauer auf dem Alten Südlichen Friedhof in München

Die Grabstätte von Joseph Schlotthauer befindet sich auf dem Alten Südlichen Friedhof in München (Gräberfeld 38 – Reihe 1 – Platz 16 → Standort).

## Namensgeber für Straße
Nach Joseph Schlotthauer wurde 1.1.1877 in München im Stadtteil Untere Au (Stadtbezirk 5 – Au-Haidhausen) die Schlotthauerstraße benannt. ⊙